# Farrah Fawcett
Mary Farrah Leni Fawcett (Corpus Christi, Teksas, 2. veljače 1947. – Santa Monica, Kalifornija, 25. lipnja 2009.), američka filmska glumica. 

## Životopis
Karijeru je počela krajem 60-ih godina u serijama "I Dream of Jeannie", "Flying Nun" i "Partrids Family". Godine 1973. udala se za glumca Leeja Majorsa u čijoj je seriji : "Six Million Dollar Man" nekoliko puta i gostovala. Kada joj je karijera krenula producenti Aaron Spelling i Leonard Goldberg angažirali su je u mega hitu "Charliejevi anđeli" u kojima je zarađivala tada basnoslovnih 10.000 dolara po epizodi. No, suprugu se nije sviđala njezina stalna zaposlenost, pa je njemu za ljubav 1977. godine napustila seriju u koju se ponovno vraća nakon sudske tužbe s producentima. Brak je okončan 1979. godine kada je Farah počela izlaziti s najvećom ljubavi svoga života, Ryanom O'Nealom, s kojim je proživjela 17 turbulentnih godina i s kojim ima sina Redmonda. Unatoč stalnim optužbama da glumica uživa u opijatima, Farrah to nikada nije potvrdila.

## Bolest
Farrah je otkrila da boluje od raka debeloga crijeva 2006. godine, a godinu dana nakon toga je održala konferenciju za novinare na kojoj je objavila da se izliječila. No, ubrzo potom rak se vratio te je Fawcett otišla na alternativni tretman u Njemačkoj koji joj nije mnogo pomogao. U travnju 2009. godine rak se proširio i na jetru te je od tada glumica liječena u bolnici u Los Angelesu.
Farrah Fawcett preminula je 25. lipnja 2009. godine u 62. godini u bolnici u Santa Monici.

## Vanjske poveznice
- Farrah Fawcett u internetskoj bazi filmova IMDb-u (engl.)
- Službena stranica Farrah Fawcett